# گردان ضدتروریسم

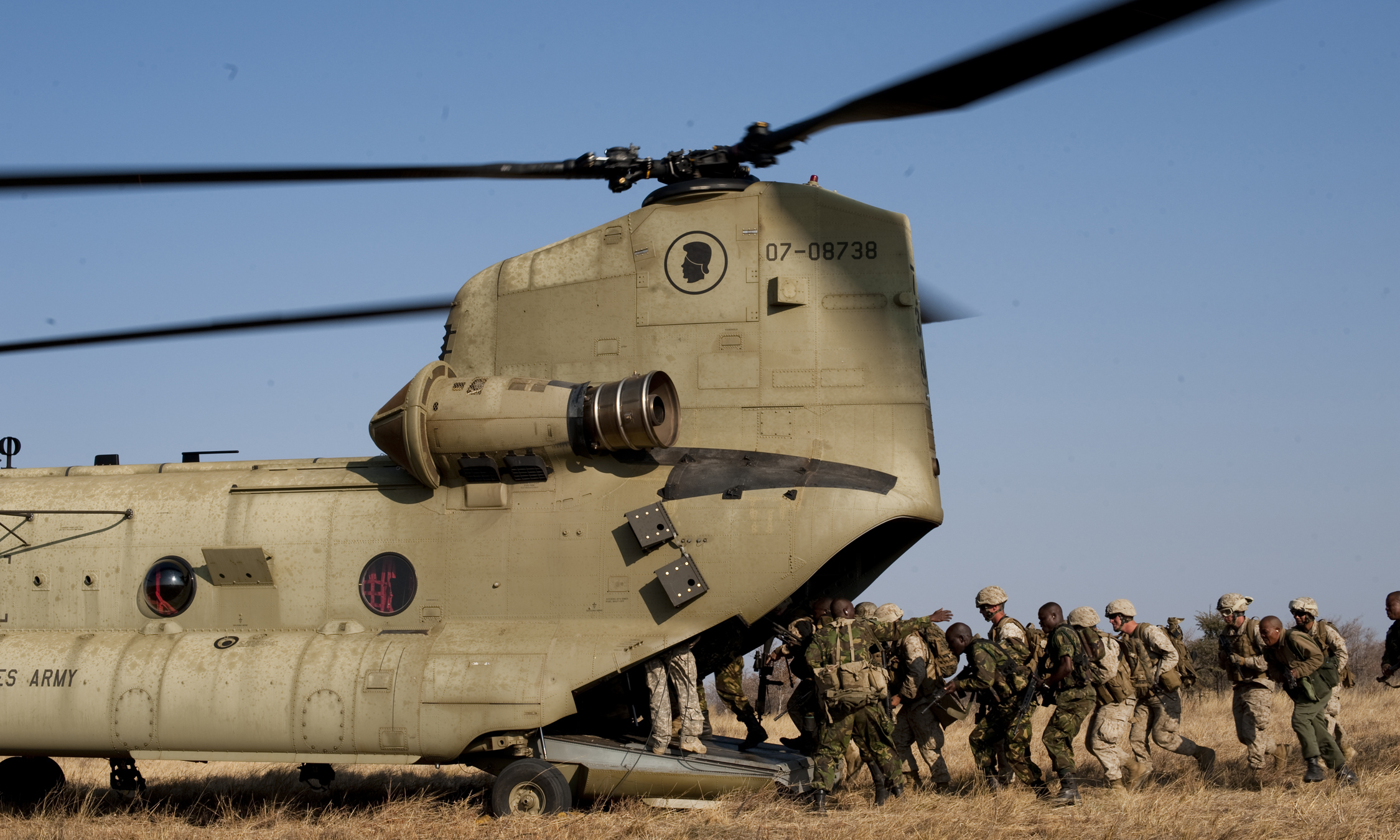
نیروهای ضد تروریست در حال سوار شدن در هلیکوپتر نظامی

گردان ضدتروریسم (انگلیسی: Anti-Terrorism Battalion) (ATBN) یک گردان پیاده در سپاه تفنگداران دریایی آمریکا است که به‌طور ویژه و به خوبی برای جنگ علیه تروریسم در زمان‌های کوتاه و ضروری انتخاب و تجهیز شده‌است.

## مأموریت
در پاسخ به حملات ۱۱ سپتامبر مأموریت گردان ضدتروریسم، برای استقرار در موضع به‌طور خاص آموزش دیده‌است، یک نیروی سرسخت برای کشف و بازداشتن و دفاع در مقابل تروریسم، همچنین مقابله با بهم ریختگی‌ها و بحران‌های متصور بعد از حملات تروریستی، می‌باشد.
در واقع این گردان به عنوان «تیپ آتش» برای لشکر ۲ تفنگداران است که مأموریت‌های کوتاه در حد یک دسته انجام می‌دهد، نیروی سنتی گردان پیاده یک گروهان تقویت شده به استعداد هزار سرباز است.

## وظایف چرخشی (جابجایی)
بعد از ۱۱ سپتامبر ۲۰۰۱ سپاه تفنگداران دریایی شروع به تغییر ات استاندارد گردان‌های پیاده مثل، گردان سوم تیپ هشتم طی شش ماه به منظور اقدام به شکل‌گیری گردان ضد تروریسم و به منظور پاسخ به نیاز مأموریت‌های کوتاه کرد. برای مثال بالابردن حفاظت سفارت آمریکا در کابل در افغانستان با یک گروهان تفنگدار برای حفاظت از محدوده سفارت، این تغییرات نیاز به یک گروهان به اضافه نیروی کوچک تقویتی دارد تا بشود کل نیروی هزار نفری گردان پیاده را از جنگ اصلی برداشت.
مشکل برای سپاه تفنگداران دریایی به عنوان نیروی «عملیات‌های آزادسازی پایدار» و آزادی عراق، از آنجا شروع شد که تمامی قوای گردان‌های پیاده به منظور این چرخش نیاز به نیروی کامل گردان پیاده و در صحنه عملیات در مقیاس بالا، به وجود آمد.

## فعالیت گردان ض تروریسم
گردان پیاده ضد تروریسم در ۲۹ اکتبر ۲۰۰۴، زیر فرماندهی، تیپ تفنگداران اعزامی ضد تروریسم، شروع به فعالیت کرد، ابتداً در فوریه ۲۰۰۶ گردان پیاده ضد تروریسم، به‌لحاظ اجرایی تحت فرماندهی نیروی دوم اعزامی تفنگداران قرار گرفت و در نهایت در تاریخ مارس ۲۰۰۶ تحت فرماندهی لشکر دوم تفنگداران قرار گرفت.
گردان پیاده ضد تروریسم ابتداً شامل:
- دفتر مرکزی و گروهان خدمات (که شامل ضد اطلاعات و تیم نیروی دائمی که به گردان اختصاص داده شده‌است)
- گروهان آلفا
- گروهان براوو
- گروهان چارلی
- گروهان دلتا
- گروهان پشتیبانی (که به عنوان گروهان تسلیحات با سه تیم و یک دسته مهندسی رزمی)

## عراق و شاخ آفریقا
در سال‌های بین ۲۰۰۴ تا ۲۰۰۷ گردان ضد تروریسم در مناطق غربی الانبار و در مرکز بغداد و شمال استان دیاله عراق خدمت کرد.
- یک دسته شامل سی افسر تفنگدار از این گردان در سال ۲۰۰۶–۲۰۰۵ به عنوان «تیم مرزبانی» در مرز سوریه خدمت کردند.
- پرسنل حفاظت برای فرماندهی عام، در کمپ فلوجه بمدت یک سال در سال‌های ۲۰۰۶– ۲۰۰۵ و ۲۰۰۸ – ۲۰۰۷ خدمت کردند.
- یک دسته مختلط موتوری ضد زرهی، با مسلسل‌های سنگین در حفاظت نیروهای مستقر در محل در کمپ فلوجه، استان الانبار در اکتبر ۲۰۰۵ – مارس ۲۰۰۶ مستقر شد، که در مأموریت‌های اسکورت و پاکسازی مسیرها بکار گرفته می‌شد.
- یک دسته مختلط ضد زرهی، در پشتیبانی دژبانی در منطقه … (و بعداً در گریزلی) در منطقه کمپ اشرف، استان دیالی در اکتبر ۲۰۰۵ تا می ۲۰۰۶ مستقر شده و با واحد مختلف ارتش آمریکا، کار کرد.
- پرسنل حفاظت جدا شده، برای دسته‌های هنگ رزمی ۲ تا ۶ فرمانده، هر تیم بعد از سال‌های ۲۰۰۸–۲۰۰۷ برای مدت یکسال مستقر شدند.
- چهار گردش کار (تغییر در نحوه کار) در سفارت آمریکا در بغداد (ابتداً به اندازه یک گروهان، که بعداً در حد یک دسته تنزل پیدا کرد) گروهان آ، گروهان د، به‌علاوه دو دسته از گروهان ب، بمدت هفته ماه در سال‌های ۲۰۰۵ تا ۲۰۰۷ مستقر شدند.
- سه جابجایی به استعداد یک گروهان: گروهان ب در سال ۲۰۰۵ که توسط یک تیم از … تقویت شد، گروهان آ، در سال ۲۰۰۶ و ۲۰۰۷ و گروهان ب در سال ۲۰۰۷، در کمپ اشرف / پایگاه عملیاتی گریزلی در استان دیالی به پشتیبانی از تیپ ۱۶ پلیس نظامی ارتش آمریکا، انجام شد. گروهان آ. گردان یک تیپ نهم تفنگداران، در سال ۲۰۰۶–۲۰۰۵ در اشرف مستقر شد.

بیشترین تعداد تفنگداران در گردان ضد تروریسم، دو سه مأموریت متوالی در یک پریود سه چهار ساله با گردان ضد تروریسم در کادر یک قرارداده چهار ساله، با این گردان خدمت کردند.

## غیرفعال شدن گردان ضدتروریسم
در ۱۳ ژوئیه ۲۰۰۷ فعالیت‌های گردان ضد تروریسم با آن اسم خاتمه یافت، و با اسم گردان دوم، تفنگداران نهم در کادر افزایش اشل نیرویی سپاه تفنگداران، جای گرفت.

## فعال شدن گردان ضدتروریسم
در سال ۲۰۰۷ سپاه تفنگداران فعالیت‌های گردان ضد تروریسم را به منظور پاسخ به نیازهای مأموریتی برای لشکر چهارم تفنگداران دریایی از سر گرفت.

## یمن
در سال ۲۰۱۲–۲۰۱۱ گروهان فاکس گردان ضد تروریسم، ماردیو ۴، حفاظت سفارت آمریکا و تیم عملیاتی ضد تروریسم در صنعا را تقویت کرد.

## غیرفعال شدن گردان ضدتروریسم
در ۲۱ سپتامبر ۲۰۱۳ رسماً فعالیت‌های گردان ضد تروریسم، سپاه تفنگداران آمریکا متوقف شد.